# 888poker
888poker, tidigare Pacific Poker, är en internationell onlinepokerplattform och nätverk ägt av 888 Holdings. 888poker grundades år 2002, är baserat i Gibraltar och är världens näst största onlinepokerleverantör.

## Historia
888poker lanserades först som Pacific Poker år 2002 och bytte senare namn till 888poker. Till en början verkade Pacific Poker globalt med framgång då spelare gick med från 888:s redan etablerade casinosida som lanserades 1997.
När den 109:e Förenta staternas kongress införde Unlawful Internet Gambling Enforcement Act of 2006 (UIEGA), som de facto gjorde nätpoker olagligt i USA, stängde 888poker sina dörrar för amerikanska spelare.
888poker var det första nätpokerrummet att lansera pokerbord med webbkamera.
888poker sponsrar tv-programmet German High Roller på kanal Sport1.

### Utmärkelser
| Utmärkelse                                     | År                  |
| Bästa Digitala Operatör, Global Spelutmärkelse | 2016                |
| Bästa Spelprodukten                            | 2012                |
| Årets Operatör, eGR operatör utmärkelse        | 2011, 2012 och 2013 |
| Årets Samhälleligt Ansvarsfulla Operatör       | 2010                |

## Live pokerturneringar

### 888poker Live och XL Championships Series
888poker är värd för evenemanget 888poker Live flera gånger per år, de tär en serie av pokerturneringar som hålls i flera städer runtomkring världen. Dessutom organiserar 888poker tre onlinelegender - XL Inferno , XL Eclipse and XL Blizzard – kollektivt kända som XL Championships Series.

### World Series of Poker
888poker är huvudsaklig sponsor för World Series of Poker i Las Vegas och den exklusiva arrangören av online satelliter till evenemanget sedan 2014.

### Super High Roller Bowl
År 2016, 2017 och 2018 var 888poker den huvudsakliga sponsorn av turneringen Super High Roller Bowl som hålls av Poker Central på Aria Resort & Casino i Las Vegas. Denna turnering har ett inköp på 300 000 $, vilket gör den till den näst dyraste pokerturneringen genom tiderna.

### World Poker Tour
I november 2017 ingick 888poker och World Poker Tour ett partnerskap som omedelbart gjorde det möjligt för alla spelare på 888poker att kvalificera sig direkt för WPT DeepStacks i Berlin.

## Ambassadörer för 888poker
Ett flertal professionella pokerspelare och kändisar agerar märkesambassadörer för 888poker. Bland de prominenta personer som har gått med i Team 888poker finns Martin Jacobson, Dominik Nitsche, Chris Moorman, Sofia Lövgren, Kara Scott, Natalie Hof, Parker Talbot, Vivian Saliba, UFC Weltervikts mästare George St. Pierre, och den före detta fotbollsspelaren Denílson.
Den uruguayanska fotbollsspelaren Luis Suárez skrev på ett kontrakt för 888poker under 2014. Partnerskapet upplöstes dock på grund av händelserna under fotbolls-vm 2014.